# Jozef Vrablec
Jozef Vrablec (4. března 1914 Závod – 20. března 2003) byl slovenský římskokatolický kněz, teolog v oboru pastorální teologie a homiletika, profesor na teologické fakultě Univerzity Komenského v Bratislavě.
Gymnázium navštěvoval v Nitře v letech 1925-1932. Teologii studoval na bohoslovecké fakultě v Olomouci v letech 1932-1937), kde byl 7. července 1937 vysvěcen za kněze. Doktorát teologie získal na Katolické bohoslovecké fakultě Univerzity Komenského v Bratislavě v roce 1944.
Pak zastával tyto funkce: kaplan a profesor náboženství v Nitře (1945-1952), defensor vinculi (1945), profesor na Vysoké škole bohoslovecké (1950), správce farnosti Nová Ves (1952-1973), okresní děkan (1955-1973), církevní soudce (1958-1973), advokát Arcibiskupského soudu třetí instance v Olomouci (1959-1973), generální vikář (1973-1988), kanovník sídelních kapituly v Nitře (1973), probošt kapituly (1979) . Na Cyrilometodějské bohoslovecké fakultě v Bratislavě přednášel jako docent křesťanskou filosofii (1959) a pastorální teologii (od roku 1968).
V letech 1970-1995 působil jako profesor pastorální teologie a vedoucí katedry, předseda Slovenské katechetické komise (1971), proděkan (1980-1982), děkan teologické fakulty (1991-1994), byl konzultorem diecéze (1988-1993), papežský prelát (16. 11. 1990), profesor homiletiky na Teologickém institutu v Nitře (1994-1998). Zaměřoval se především na základní otázky z homiletiky a pastorální teologie. Vynikl jako výborný kazatel. Rozsáhlá je jeho publikační činnost a význačná je i jeho homiletická tvorba.